# Urkantonerna
Urkantonerna kallas de tre kantoner (Schwyz, Uri och Unterwalden) som 1291 ingick i det Schweiziska edsförbundet (ty. Eidgenossenschaft), vilket blev upphovet till staten Schweiz. 
Vid tidpunkten var förbundet föga mer än ett löfte om ömsesidig försvarshjälp, speciellt riktat mot Habsburg. Tillsammans med Luzern, som var den fjärde kantonen som blev medlem i edsförbundet, omtalas de även ibland som "skogskantoner" (ty. Waldstätten, jämför Vierwaldstättersjön).